# Temple protestant de Boissy-Saint-Léger
Le temple protestant de Boissy-Saint-Léger est un édifice religieux construit en 1885 et situé 4 rue Mercière à Boissy-Saint-Léger, commune du Val-de-Marne. Cette paroisse réformée est membre de l'Église protestante unie de France.

## Histoire
En 1819, Jean-Conrad Hottinguer, banquier français d'origine suisse et régent de la Banque de France achète le château du Piple à Boissy-Saint-Léger. Son fils, Jean-Henri Hottinguer, est maire de la commune de 1844 à 1852. Vice-président de la Société pour l’encouragement de l’instruction primaire parmi les protestants de France, il fait construire et finance une école normale d’institutrices pour l'éducation des jeunes filles protestantes. Il meurt en 1866.
Sa femme Caroline Delessert fait construire le temple de Boissy, à la fois chapelle du château, de l'école normale et de son pensionnat et pour les habitants de la commune. Elle fait appel au pasteur Eugène Casalis, pasteur-fondateur de l'Église réformée de Passy à Paris et depuis 1855 directeur de la Société des missions évangéliques de Paris. L'architecte  H. Le Clerc dessine un élégant édifice en brique et pierres blanche.
En 1874 le sculpteur protestant Auguste Bartholdi, constructeur de la statue de la Liberté à New York sculpte le tympan de l'église. La composition en bas-relief, intitulé « La foi et l'espérance », surmonte l'inscription « Dieu est amour » gravée dans le linteau de la porte principale. Deux anges sonnent la cloche du Réveil dans un soleil levant. Celui de droite, la Foi, porte une croix nue, celui de gauche, l'Espérance, une ancre marine. La tombe de Bartholdi, au cimetière du Montparnasse, reprend l'ange de gauche.
Le jeudi 29 avril 1875 a lieu l'inauguration officielle a lieu, avec une prédication du pasteur Ernest Dhombres, président du comité de direction des Diaconesses de Reuilly. Les pasteurs Khun et Eugène Bersier, de l'église réformée de l'Étoile font un discours.
En 2001, le Baron Henri Hottinguer fait une donation au temple, qui permet de construire une nouvelle maison presbytérale en 2007.

## Patrimoine
Le temple est un édifice de style néo-roman. L'intérieur porte une inscription au revers du linteau, « Cette chapelle a été élevée en souvenir de François Delessert, Henri Hottinguer, Philippe de Monbrison. 1874 » Six versets bibliques tirés des Évangiles, des Actes des Apôtres et d'un Psaume sont peints sur les murs de la nef. La chaire, la table de communion portant la Bible sont dans l'axe de la nef, face aux fidèles.